# Franc Temelj
Franc Temelj, slovenski elektrotehnik in fotograf, * 2. oktober 1952, Ljubljana.

## Življenjepis
Rodil se je v Ljubljani, živel pa v Žireh (Dobračeva). Obiskoval je osnovno šolo v Žireh, po njen pa elektrotehniško srednjo šolo. Po končanem šolanju se je zaposlil kot konstrukter v razvojnem oddelku Kladivarja v Žireh.
Deluje pa tudi kot muzejski delavec, zbiratelj in ljubiteljski fotograf. Piše za lokalni zbornik Žirovski občasnik, fotografije pa objavlja v raznih publikacija, ki izhajajo v Škofji Loki in Žireh.
Živi v Puštalu pri Škofji Loki.